# Jimmy Nicholl
Pour les articles homonymes, voir Nicholl.
James Michael Nicholl, dit Jimmy Nicholl, né selon les sources le 28 février ou le 28 décembre 1956 à Hamilton, au Canada, est un footballeur et un entraîneur nord-irlandais.

## Carrière
Ce défenseur évoluant le plus souvent au poste d'arrière droit était membre de l'équipe d'Irlande du Nord des années 1980 qui a participé aux coupes du monde 1982 et 1986.
Il totalise 73 sélections (1 seul but marqué) entre 1976 et 1986.

## Clubs
- Manchester United (1974-1981)
- Sunderland (1981-1983)
- Glasgow Rangers (1983-1984)
- West Bromwich Albion (1984-1986)
- Glasgow Rangers (1986-1989)
- Toronto Blizzard
- Dunfermline
- Raith Rovers

Jimmy Nicholl est ensuite entraîneur-adjoint à Aberdeen, après avoir entraîné Millwall et Raith Rovers.
Le 1er mai 2018, il devient co-entraîneur des Rangers par intérim.